# Jimmy Nelson (Sänger)

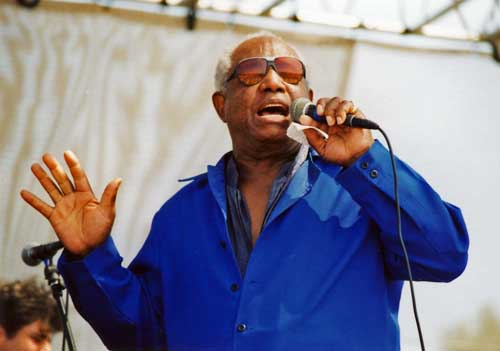
Jimmy Nelson (1996)

Jimmy „Mr. T99“ Nelson (* 17. April 1919 in Philadelphia, Pennsylvania; † 29. Juli 2007 in Houston, Texas) war ein US-amerikanischer Bluessänger und Komponist, dessen musikalische Karriere über ein halbes Jahrhundert umfasste.

## Biografie
1941 sah Nelson in Oakland, Kalifornien, einen Auftritt von Big Joe Turner, woraufhin er ebenfalls Bluessänger werden wollte. Big Joe gab ihm die ersten Lektionen, und Nelson übernahm den Stil seines Mentors.
Zwischen 1951 und 1961 veröffentlichte Nelson acht Singles bei verschiedenen Tochterlabels von Modern Records. Die erfolgreichste war der „T-99 Blues“ (1951), ein Stück über den texanischen Highway 99; nach diesem Hit bekam Nelson seinen Spitznamen.
Nelson ging u. a. mit Joe Liggins und Roy Milton auf Tour und spielte in so bekannten Musiktheatern wie dem Apollo und dem Howard Theatre. Er brachte Singles bei verschiedenen Plattenfirmen heraus.
1955 heiratete Nelson und ließ sich in Houston in Texas nieder. Er schrieb weiterhin Songs und spielte bei verschiedenen Bands, allerdings nur noch als Nebenjob.
1981 erschien bei Ace Records (UK) ein Album mit seinen früheren Singles und bescherte Nelson ein Comeback. Er ging wieder auf Tour und machte neue Aufnahmen. Sein Album Rockin' and Shoutin' the Blues (1999) wurde für zwei Handy Awards nominiert.
Jimmy Nelson starb 2007 in Houston an Krebs.

## Diskografie
- Rockin' Shoutin' the Blues (Bullseye Blues & Jazz, 1999)
- Take Your Pick (Nettie Marie, 2002)
- The Legend (Nettie Marie, 2005)

### Kompilationen
- Jimmy „Mr. T99“ Nelson (Ace, 1981)
- Sweet Sugar Daddy (P-Vine, 1988)
- Cry Hard Luck: The RPM and Kent Recordings 1951–61 (Ace, 2003)